# Port Pirie
Port Pirie là một thành phố trong bang Nam Úc, cách thủ phủ bang Adelaide 224 km (139 dặm) về phía bắc. Thành phố có dân số 13.206 người (năm 2006). Port Pirie là thành phố đông dân thứ sáu ở Nam Úc sau Adelaide, Mount Gambier, Whyalla, Murray Bridge và Port Augusta. Đây là một cảng biển nằm trên bờ biển phía đông của Vịnh Spencer, 224 km (139 dặm) về phía bắc Adelaide.
Khu định cư được thành lập vào năm 1845 và có nhà máy luyện chì lớn nhất thế giới, được điều hành bởi Nyrstar. Nó cũng sản xuất tinh chế bạc, kẽm, đồng và vàng.
Trước thời gian có khu định cư người châu Âu, vị trí đó trở thành cảng Pirie là nơi sinh sống của các bộ lạc bản địa của Nukunu. Vị trí được gọi là 'Tarparrie', đó là nghi ngờ có nghĩa là "rạch bùn". Người châu Âu đầu tiên nhìn thấy vị trí là Matthew Flinders năm 1802 khi ông khám phá vịnh Spencer bằng thuyền. Khám phá đất đầu tiên định cư vị trí Eyre Edward thám hiểm khám phá khu vực xung quanh Port Augusta. John Horrocks cũng phát hiện ra một đi qua dãy núi Flinders đến bờ biển, bây giờ đặt tên là đèo Horrocks.

## Khí hậu
Port Pirie có khí hậu bán khô hạn (phân loại khí hậu Köppen BSh).
| Dữ liệu khí hậu của Port Pirie          | Dữ liệu khí hậu của Port Pirie | Dữ liệu khí hậu của Port Pirie | Dữ liệu khí hậu của Port Pirie | Dữ liệu khí hậu của Port Pirie | Dữ liệu khí hậu của Port Pirie | Dữ liệu khí hậu của Port Pirie | Dữ liệu khí hậu của Port Pirie | Dữ liệu khí hậu của Port Pirie | Dữ liệu khí hậu của Port Pirie | Dữ liệu khí hậu của Port Pirie | Dữ liệu khí hậu của Port Pirie | Dữ liệu khí hậu của Port Pirie | Dữ liệu khí hậu của Port Pirie |
| Tháng                                   | 1                              | 2                              | 3                              | 4                              | 5                              | 6                              | 7                              | 8                              | 9                              | 10                             | 11                             | 12                             | Năm                            |
| --------------------------------------- | ------------------------------ | ------------------------------ | ------------------------------ | ------------------------------ | ------------------------------ | ------------------------------ | ------------------------------ | ------------------------------ | ------------------------------ | ------------------------------ | ------------------------------ | ------------------------------ | ------------------------------ |
| Cao kỉ lục °C (°F)                      | 48.6 (119.5)                   | 45.5 (113.9)                   | 42.5 (108.5)                   | 37.7 (99.9)                    | 31.0 (87.8)                    | 25.5 (77.9)                    | 26.5 (79.7)                    | 30.0 (86.0)                    | 35.0 (95.0)                    | 39.5 (103.1)                   | 44.0 (111.2)                   | 46.6 (115.9)                   | 48.6 (119.5)                   |
| Trung bình ngày tối đa °C (°F)          | 32.0 (89.6)                    | 31.8 (89.2)                    | 29.4 (84.9)                    | 24.8 (76.6)                    | 20.4 (68.7)                    | 17.1 (62.8)                    | 16.4 (61.5)                    | 18.1 (64.6)                    | 21.3 (70.3)                    | 24.5 (76.1)                    | 27.7 (81.9)                    | 30.0 (86.0)                    | 24.4 (75.9)                    |
| Tối thiểu trung bình ngày °C (°F)       | 17.7 (63.9)                    | 17.9 (64.2)                    | 16.0 (60.8)                    | 13.2 (55.8)                    | 10.7 (51.3)                    | 8.4 (47.1)                     | 7.7 (45.9)                     | 8.2 (46.8)                     | 9.8 (49.6)                     | 11.9 (53.4)                    | 14.4 (57.9)                    | 16.3 (61.3)                    | 12.7 (54.9)                    |
| Thấp kỉ lục °C (°F)                     | 4.8 (40.6)                     | 7.1 (44.8)                     | 7.4 (45.3)                     | 4.4 (39.9)                     | −0.6 (30.9)                    | −1.7 (28.9)                    | −0.6 (30.9)                    | 0.3 (32.5)                     | 0.6 (33.1)                     | 1.1 (34.0)                     | 1.1 (34.0)                     | 4.4 (39.9)                     | −1.7 (28.9)                    |
| Lượng Giáng thủy trung bình mm (inches) | 18.6 (0.73)                    | 17.8 (0.70)                    | 18.6 (0.73)                    | 27.5 (1.08)                    | 38.2 (1.50)                    | 40.7 (1.60)                    | 33.9 (1.33)                    | 34.9 (1.37)                    | 35.5 (1.40)                    | 33.1 (1.30)                    | 24.1 (0.95)                    | 23.0 (0.91)                    | 345.9 (13.62)                  |
| Nguồn: Cục Khí tượng Úc                 |                                |                                |                                |                                |                                |                                |                                |                                |                                |                                |                                |                                |                                |